# Xanthia culoti
Xanthia culoti là một loài bướm đêm trong họ Noctuidae.